# Summelshån
Summelshån är en sjö i Älvdalens kommun i Dalarna och ingår i Dalälvens huvudavrinningsområde. Sjön har en area på 0,296 kvadratkilometer och ligger 685 meter över havet. Sjön avvattnas av vattendraget Stora Härjån.

## Delavrinningsområde
Summelshån ingår i det delavrinningsområde (685981-131650) som SMHI kallar för Utloppet av Summelshån. Medelhöjden är 686 meter över havet och ytan är 3,07 kvadratkilometer. Räknas de 36 avrinningsområdena uppströms in blir den ackumulerade arean 106,61 kvadratkilometer. Stora Härjån som avvattnar avrinningsområdet har biflödesordning 2, vilket innebär att vattnet flödar genom totalt 2 vattendrag innan det når havet efter 509 kilometer. Avrinningsområdet består mestadels av skog (33 procent) och sankmarker (58 procent). Avrinningsområdet har 0,27 kvadratkilometer vattenytor vilket ger det en sjöprocent på 8,6 procent.